# Pieśń słonia (film)
Pieśń słonia (ang. Elephant Song) – kanadyjski film dramatyczny z 2014 roku oparty na scenariuszu i reżyserii Charlesa Binamé.
Premiera filmu miała miejsce 6 września 2014 roku podczas Festiwalu Filmowego w Toronto.

## Opis fabuły
Michael (Xavier Dolan) zabił swoją matkę, słynną śpiewaczkę operową. Wyrokiem sądu został zamknięty w szpitalu psychiatrycznym. Jest tam już ponad 5 lat. Nagle w niejasnych okolicznościach znika doktor Lawrence (Colm Feore), który prowadził jego terapię. Dyrektor szpitala, doktor Green (Bruce Greenwood), postanawia przesłuchać Michaela. Ten zgadza się na współpracę, ale na własnych warunkach. Odkrywając kolejne sekrety wciąga doktora Greena w przebiegłą grę.

## Obsada[1]
- Xavier Dolan jako Michael
- Bruce Greenwood jako dr Green
- Catherine Keener jako siostra Petersen, pielęgniarka i była żona dr Greena
- Colm Feore jako dr Lawrence
- Carrie-Anne Moss jako Olivia, partnerka doktora Greena
- Guy Nadon jako dr Jones
- Gianna Corbisiero jako Florence Da Costa
- Cindy Sampson jako Christelle
- Larry Day jako sierżant Taylor
- Melody Godin-Cormier jako Amy
- Mark Donker jako Jakobos
- Matt Holland jako Bruce

## Nagrody i nominacje
Zwycięstwa
- W 2015 roku Nicolas Billon wygrał Canadian Screen Awards za "Najlepszy scenariusz adaptowany"

Nominacje
- W 2014 roku, Charles Binamé został nominowany do "Best Canadian Filmów Fabularnych" podczas Międzynarodowego Festiwalu Filmowego w Vancouver
- W 2014 roku został nominowany do Grand Prix podczas Tallinn Black Nights Film Festival
- W 2014 roku Bruce Greenwood był nominowany do tytułu "najlepszego aktora drugoplanowego w filmie kanadyjskiego Vancouver" przez Koło Krytyków Sztuki Filmowej